# 何長清
何長清（1843年—1909年），原名揚宗，號榆庭，廣東香山縣小欖（今中山市小榄镇）人。清朝將領，同武進士出身。官至廣東水師提督。

## 生平
何長清原名揚宗，早年在廣東水師香山協左營當兵。咸豐十一年（1861年）中式辛酉科武舉人，同治二年（1863年）中式癸亥科三甲第二十一名武進士。奉旨以營守備用，呈請分發原來所在軍營效力，同治三年（1864年）四月到營。一年期滿之後，經過兩廣總督麟保題咨部考驗。同治四年（1865年）十月，經欽派王大臣驗放，發回原省，照例任用。
同治十年（1871年）六月，前往雲南軍營效力，雲南巡撫岑毓英命其隨軍圍剿回族反清起事，收復多地。同治十一年（1872年）十一月，命以都司儘先補用，賞戴花翎。又因克復順甯府城以及錫蠟地有功，於次年四月奉旨直接以遊擊留廣東，優先補用。不久，因雲南戰事結束，於光緒元年（1875年）四月返回廣東，歷署前山營都司水師提標、中右營參將遊擊、碣石鎮中軍遊擊、平海營參將、香山協大鵬協副將等職。光緒七年（1881年）三月，補水師提標右營遊擊。
光緒九年（1883年）十一月，由廣東水師提督方耀調赴虎門礮臺，率領勇營，兼辦海防行營中軍事務。光緒十年（1884年）正月，隨軍圍剿稔山天地會。同年八月，補海門營參將。光緒十二年（1886年），又隨同查辦海豐、陸豐等處盜賊。光緒十三年（1887年）七月，因辦理防務出力，經兵部尚書彭玉麟等奏保，以副將升用。光緒十五年（1889年），隨同提督方耀查辦廣州府屬積匪以及清鄉事宜，捉拿盜犯三百餘名。次年二月又拿獲巨盜多名。光緒十七年（1891年）三月，升補大鵬協副將。四月，因拿獲搶劫英國南澳輪案要犯二十餘名，奉旨待補副將之後，以總兵任用。六月，署理北海鎮總兵。九月初八日，授湖北鄖陽鎮總兵。光緒二十二年（1896年），升任廣東水師提督。光緒二十六年（1900年），圍剿惠州革命黨人。光緒三十年（1904年），因失察下屬被免職。此後，再署北海鎮總兵。次年母喪丁憂回籍。宣統元年（1909年）卒於家。

## 外部連結
- 军事家 何长清 （页面存档备份，存于） 中山名人信息庫